# Паоло Джордано II Орсини
Пàоло Джордàно II Орсѝни (на италиански: Paolo Giordano II Orsini; * 1591, Рим, Папска държава, † 24 май 1656, Брачано, Херцогство Брачано), е италиански аристократи и меценат, 3-ти херцог на Брачано от 1615 г. до смъртта си и чрез брак принц на Пиомбино.
На 26 юни 1625 г. император Фердинанд II Хабсбургски му дава титлата „принц на Свещената Римска империя“, потвърдена на 6 май 1638 г. с три дипломи, добавяйки титлата „пфалцграф“ и правото да сече пари. 

## Произход
Той е първороден син на Вирджинио Орсини (* 1572, † 1615), втори херцог на Брачано от 1585 г. до смъртта си и маркиз на Ангуилара, и на съпругата му Флавия Дамашени Перети (* 1574, † 1606). Негови дядо и баба по бащина линия са  Паоло Джордано I Орсини – военен, маркиз на Ангуилара, първи херцог на Брачано, и Изабела де Медичи, а по майчина – Фабио Дамашени и Мария Феличита Перети, племенница на папа Сикст V. Има 10 братя и сестри:
- Алесандро (* 1592,  †  1626), кардинал и папски легат
- Изабела (* 1597, † 1623), херцогиня на Гуастала като съпруга на Чезаре II Гонзага
- Мария Фелиция (* 1599; † 1666), херцогя на Момноранси като съпруга на Анри II дьо Монморанси, монахиня
- Камила (* 1603, † 1685[3]), княгиня на Сулмона като съпруга на Маркантонио II Боргезе, монахиня
- Фердинандо († 1660), 4-ти херцог на Брачано (1656 – 1660), съпруг на Джустиниана Орсини ди Сан Джемини
- Козимо († пр. ноември 1619), военен
- Франческо († 1667), абат на Фарфа ̈(1622 – 1627), после йезуит
- Вирджинио (* 1600, † 1646), бос кармелит като Джован Батиста ди Джезу Мария от 22 февруари 1627 г.
- Карло († 1615)
- Раймондо († като бебе)

## Биография

### Ранни години и пътуване из Европа
Израства във Флоренция под покровителството на херцог Фердинандо I де Медичи. Получава добро военно образование и на 13 г. е заведен от баща си на експедиция на тоскански кораби, водени от него срещу турците, които достигат до пролива Негропонте (остров Евбея в Егейско море). Военната кариера обаче не го привлича.
През 1608 г. замества бъдещия велик херцог Козимо II де Медичи като пълномощник в брака с ерцхерцогиня Мария Мадалена Австрийска.  
Според обичая на семейство Орсини заедно с брат си Фердинандо от април 1609 г. до пролетта на 1610 г. Паоло Джордано пътува до европейските дворове. Двамата пристигат в Мантуа, посрещнати от кардинал Фердинандо Гонзага – бъдещ херцог на Мантуа: Паоло Джордано постига изключителен успех поради известността на своя род и преди всичко заради личните си качества, флорентинския ум, приветливостта си, живия си дух и културата си. Пътуването продължава до Верона, Виена, Линц, Прага (където през юни 1609 г. получава благоразположението на император Рудолф II, предлагайки на испанския посланик 500 конници, които да му помогнат в борбата срещу еретиците), Мюнхен (където ги приема херцогът на Бавария), Августа, Нанси, Брюксел, Антверпен, Амиен, Париж и се озовава в Испания. Пиетро Антонио Гаетани (1763) заявява, че Паоло Джордано пристига в Норвегия, където му е предложена короната на крал, която той отказва след съвета на баща си. 
След като изплита гъста мрежа от контакти и връзки, поддържани през следващите години с огромна кореспонденция, той се завръща във Флоренция през 1610 г. и след това се премества в Рим след смъртта на Фердинандо II де Медичи, когато вдовицата му Кристина Лотарингска не толерира повече присъствието му.  

### Херцог на Брачано и брак
Със смъртта на баща си на 9 септември 1615 г. Паоло Джордано II поема управлението на Херцогство Брачано и ролята на глава на дома – последната линия на Орсини, призната от всички семейни линии. За да запази поне част от вече сериозно увреденото семейно наследство, той продава някои активи, като феодите Изола, Кастел Арчоне, Вила Барончели (сегашната вила в Поджо Империале), но това не разрешава сериозните финансови затруднения. Затова от 1616 г. започва да търси добра брачна партньорка в цяла Европа и след няколко предложения през януари 1622 г.  се жени в Генуа за принцеса Изабела Апиано. Тя е последната представителка на сем. Апиано и вдовица с шест дъщери на Джорджо Мендоса, която притежава държавата Пиомбино, пряко зависима от императора, включваща остров Елба и различни земи с голямо значение заради техните значителни минерални ресурси (функционални за развитието на стоманодобивната индустрия, която Паоло Джордано II иска да създаде в Херцогство Брачано), както и други имоти в Генуа, Тоскана и Неапол. Силните връзки, установени от херцога с императорския дом, в допълнение към разрешаването на въпроса за дълговете, договорени от принцесата с императора, водят до консолидирането на владението на държавата Пиомбино от страна на Изабела Апиано. Направен е имперски княз от император Фердинанд II на 18 юли 1623 г. 
Това са годините, в които херцогът е най-активен в изграждането на имиджа на себе си и държавата си, който отговаря на възобновената слава на Дом Орсини – модерен, изискан и разкошен. Той реконструира замъка на Брачано с изискано обзавеждане и картини на Помпео Качини през 1617 г. Опитва се да модернизира владението с нови дейности – от производството на желязо и стомана до обработката на вълна и производството на коприна, с изграждането на акведукт и няколко жилищни квартала, както и със създаването на херцогска печатница. Той също така осигурява военната отбрана на територията, включително пристанището Пало, което представлява нещо като буфер между Папската държава и Кралство Неапол, организирайки военноморско ядро и армия през 1620-22 г.
Той се грижи за имуществото на семейството като цяло, като наема различни архитекти за дворците на Орсини.
Обича музиката: постоянно има на разположение музиканти и за него пишат произведения Лука Маренцио, Джулио Качини, Чезаре Дзойло и Клаудио Монтеверди. Джероламо Фрескобалди също е част от неговия кръг. Купува много музикални инструменти и създава някои, като „sordellina“ (вид преносим орган) и хидравличен орган, наречен „rosidra“ в чест на хералдическата емблема на Орсини – розата.
През 1624 г. колекционерската му стратегия достига своя връх, за което той събира многобройни и ценни произведения на изкуството и антики, търсени на пазара или поръчани директно. Самият той се занимава с рисуване, живопис, скулптура, поезия, музика и театър. Поръчва произведения на Джакомо Гали, известен като Спадарино, Помпео Качини, Симон Вуе, Пол Брил, Агостино Вероки, Иполито Леони и оценява високо продукцията на фламандски художници, сред които Корнелис ван Поленбург и Бартоломеус Бренберг. Събира около себе си блестящ кръг от художници като Джулио Париджи, Жак Кало, Джовани да Сан Джовани, Филипо Наполетано, Синибалдо Скорца, Франческо Виламена, които през 1622 г. гравират родословното му дърво. 
Поради все по-изразения икономически упадък на неговото наследство, през 1644 г. той отстъпва държавата Монтелибрети с Корезе, Монторио, Монте Флавио, Нерола и Понтичели, наследени от брат му Фердинандо от съпругата му Джустиниана – последната от клона на Орсини ди Сан Джемини, на Тадео Барберини, който с част от плащането е ангажиран да покрие различни дългове на семейството.
Много внимателен към търсенето на титли и почести, той води скъп живот като други личности от неговия ранг, дотолкова че прехвърли на наследниците си толкова голям дълг, че те са принудени да отстъпят своите държави. След смъртта му през 1656 г. той е наследен от по-малкия си брат Фердинандо, а през 1660 г. Флавио, неговият син и последният от сем. Орсини, станал херцог на Брачано (титла и феодално владение, отстъпени на сем. Одескалки), с когото клонът на Брачано изчезва.

## Брак и потомство
∞ 1622 в Рим за Изабела Апиано (* 1577, Рим; † 10 ноември 1661), управляваща княгиня на Пиомбино, последна представителка на рода Апиано, дъщеря на господаря на Пиомбино Алесандро Апиано и на съпругата му Исабела де Мендоса, от която няма деца.
Има един извънбрачен син от Мария Камоци:
- Иполито Орсини († 23 декември 1699, Рим)